# Cosmiophrys
Cosmiophrys är ett släkte av fjärilar. Cosmiophrys ingår i familjen vecklare.
Kladogram enligt Catalogue of Life:
| Cosmiophrys | \| \| Cosmiophrys chrysobola \| \| \| \| \| \| Cosmiophrys stigma \| \| \| \| |
|             | \| \| Cosmiophrys chrysobola \| \| \| \| \| \| Cosmiophrys stigma \| \| \| \| |
|             | Cosmiophrys chrysobola                                                        |
|             |                                                                               |
|             | Cosmiophrys stigma                                                            |
|             |                                                                               |